# 176532 Boskri
176532 Boskri este o planetă minoră (asteroid) din centura de asteroizi. A fost descoperită pe 5 ianuarie 2002 la Vicques⁠(d) de Michel Ory⁠(d). 
Obiectul prezintă o orbită caracterizată de o semiaxă mare de 3,1698150331705 UAi, o excentricitate de 0,14536103586058, o înclinație de 6,4493559124596 ° în raport cu ecliptica.